# Ostrów (powiat kielecki)
Ostrów – wieś w Polsce, położona w województwie świętokrzyskim, w powiecie kieleckim, w gminie Chęciny.
| SIMC    | Nazwa    | Rodzaj    |
| ------- | -------- | --------- |
| 0234301 | Gaj      | część wsi |
| 0234318 | Golęciny | część wsi |
| 0234324 | Wymysłów | część wsi |

W latach 1975–1998 miejscowość należała administracyjnie do województwa kieleckiego.